# Лужинка (приток Сабы)
Лужинка, в верхнем течении — Мокруша — река в России, протекает в Ленинградской области.
Берёт своё начало как Мокруша из озера Пенино в Сланцевском районе, севернее деревни Коленец. Течёт на юг через болото, образуя границу Сланцевского и Лужского районов, принимает правый приток — Серебрянку, после чего поворачивает на юго-восток, в Лужский район. Протекает через озеро Залустежское, ниже принимает правый приток — Борецкий.
Устье реки находится в 30,5 км по левому берегу реки Сабы. Длина реки составляет 22 км.

## Данные водного реестра
По данным государственного водного реестра России относится к Балтийскому бассейновому округу, водохозяйственный участок реки — Луга от в/п Толмачево до устья. Относится к речному бассейну реки Нарва (российская часть бассейна).
Код объекта в государственном водном реестре — 01030000612102000026374.